# Ульотний транспорт
«Ульотний транспорт» (англ. Soul Plane) — комедійний кінофільм від MGM , випущений в Сполучених Штатах 28 травня 2004 а (див. 2004 рік у кіно). У фільмі знімалися Кевін Гарт, Method Man, Том Арнольд,Sommore, Д. Л. Хьюля, Мо'Ник, К. Д. ОБЕ, Джон Уітерспун, Лоні Лав, завзято Пінкстон, Godfrey, Ying Yang Twins, Франкіні Ді, Ліл Джон і Снуп Догг.

## Зміст
Собака Нашаун Даквона загинула під час перельоту, і він відсудив у авіакомпанії 600 мільйонів доларів за моральний збиток. На ці гроші герой відкрив свої авіалінії, якими повинні були користуватися тільки чорношкірі. Так і було до моменту, поки на літаку не опинилася сімейка Ханки, всі члени якої відрізняються злегка ексцентричним характером.

## Ролі
| Актор         | Роль         |
| ------------- | ------------ |
| Кевін Гарт    | Нішон Вейд   |
| Том Арнольд   | Містер Ханкі |
| Method Man    | Маґґз        |
| Снуп Догг     | Капітан Мак  |
| Брайан Хукс   | Діджей       |
| Godfrey       | Геймен       |
| Аріель Кеббел | Хітер Ханкі  |
| Лоні Лав      | Шаніс        |
| Мо'Ник        | Яміка        |
| Рьян Пінкстон | Біллі Ханкі  |

## Знімальна група
- Режисер — Джессі Терреро
- Сценарист — Гай Чак Вілсон
- Продюсер — Девід Рубін
- Композитор — RZA